# Kalona
Kalona ist eine Kleinstadt im Washington County des US-amerikanischen Bundesstaats Iowa.
Im Jahre 2010 hatte Kalona 2363 Einwohner, deren Zahl sich bis 2013 auf 2452 erhöhte. Das U.S. Census Bureau hat bei der Volkszählung 2020 eine Einwohnerzahl von 2.630 ermittelt.
Kalona ist Bestandteil der Metropolregion um Iowas frühere Hauptstadt Iowa City.

## Geographie
Kalona liegt im Südosten Iowas am English River, der über den Iowa River, zum Stromgebiet des Mississippi gehört. Dieser bildet rund 60 km östlich die Grenze Iowas zu Illinois. Die Grenze zu Missouri verläuft rund 130 km südlich.
Die geografischen Daten von Kalona sind 41°28'59" nördlicher Breite und 91°42'22" westlicher Länge. Die Stadt erstreckt sich über eine Fläche von 5,28 km² und ist die größte Ortschaft innerhalb der English River Township.
Nachbarorte von Kalona sind Hills (19,9 km nordöstlich), Riverside (11,1 km östlich), Washington (22,6 km südlich), West Chester (25,1 km südwestlich) und Wellman (12,2 km westlich).
Das Zentrum von Iowa City liegt 28,7 km nordöstlich von Kalona. Die weiteren nächstgelegenen größeren Städte sind Cedar Rapids (69 km nördlich), die Quad Cities in Iowa und Illinois (104 km östlich), Chicago in Illinois (398 km in der gleichen Richtung), Peoria in Illinois (256 km ostsüdöstlich), Illinois’ Hauptstadt Springfield (329 km südöstlich), St. Louis in Missouri (413 km südsüdöstlich), Kansas City in Missouri (450 km südwestlich), Iowas Hauptstadt Des Moines (190 km westlich), Nebraskas größte Stadt Omaha (413 km in der gleichen Richtung), Rochester in Minnesota (334 km nordnordwestlich) und die Twin Cities (Minneapolis und Saint Paul) in Minnesota (468 km in der gleichen Richtung).

## Verkehr
Im Zentrum von Kalona treffen die Iowa State Highways 1 und 22 zusammen. Alle weiteren Straßen sind untergeordnete Landstraßen, teils unbefestigte Fahrwege sowie innerörtliche Verbindungsstraßen.
Mit dem Iowa City Municipal Airport befindet sich 27 km nordöstlich ein Flugplatz für die Allgemeine Luftfahrt. Die nächsten Verkehrsflughäfen sind der Eastern Iowa Airport von Cedar Rapids (59,5 km nördlich), der Quad City International Airport bei Moline in Illinois (113 km östlich), der Southeast Iowa Regional Airport von Burlington (122 km südsüdöstlich) und der Des Moines International Airport (200 km westlich).

## Kalona Historical Village
In Kalona gibt es ein Museumsdorf mit Häusern, einer Kirche, einer früheren Bahnstation und verschiedenen alten Fahrzeugen, die auf die mennonitische Siedlungsgeschichte des Ortes hinweisen. Die Häuser sind historisch eingerichtet und vermitteln einen Eindruck über das Alltagsleben zur damaligen Zeit. Alles ist gut erhalten und wird von Freiwilligen betreut.

## Bevölkerung
Nach der Volkszählung im Jahr 2010 lebten in Kalona 2363 Menschen in 1053 Haushalten. Die Bevölkerungsdichte betrug 447,5 Einwohner pro Quadratkilometer. In den 1053 Haushalten lebten statistisch je 2,2 Personen.
Ethnisch betrachtet setzte sich die Bevölkerung zusammen aus 97,2 Prozent Weißen, 0,4 Prozent Afroamerikanern, 0,3 Prozent amerikanischen Ureinwohnern, 0,2 Prozent Asiaten sowie 1,1 Prozent aus anderen ethnischen Gruppen; 0,9 Prozent stammten von zwei oder mehr Ethnien ab. Unabhängig von der ethnischen Zugehörigkeit waren 2,0 Prozent der Bevölkerung spanischer oder lateinamerikanischer Abstammung.
21,9 Prozent der Bevölkerung waren unter 18 Jahre alt, 55,1 Prozent waren zwischen 18 und 64 und 23,0 Prozent waren 65 Jahre oder älter. 54,5 Prozent der Bevölkerung waren weiblich.
Das mittlere jährliche Einkommen eines Haushalts lag bei 42.431 USD. Das Pro-Kopf-Einkommen betrug 25.269 USD. 10,9 Prozent der Einwohner lebten unterhalb der Armutsgrenze.